# Pauri
Pauri is een stad en gemeente in het district Pauri Garhwal van de Indiase staat Uttarakhand. 

## Demografie
Volgens de Indiase volkstelling van 2001 wonen er 24.742 mensen in Pauri, waarvan 53% mannelijk en 47% vrouwelijk is. De plaats heeft een alfabetiseringsgraad van 80%.